# Чудновский, Абрам Филиппович
Абра́м Фили́ппович (Фи́шелевич) Чудно́вский (18 сентября 1910, Елисаветград — 15 ноября 1985, Ленинград) — советский агрофизик, коллекционер живописи.
Доктор физико-математических наук, профессор. Создал и детально разработал теплофизику почв. Автор основополагающих идей в учении о тепло- и массообмене в агроэкологической системе «почва-растения-атмосфера».

## Биография
Окончил физический факультет Физико-химико-математического института (в составе Одесского университета). С 1933 года — научный сотрудник Физико-технического института и ассистент физико-механического факультета Ленинградского Политехнического института.
В 1937—1985 годах работал в Агрофизическом институте ВАСХНИЛ (НИИ Россельхозакадемии). Во время Великой Отечественной войны — в Свердловске в Главной геофизической обсерватории, в группе, обслуживавшей метеоинформацией армию. Завсектором Агрофизического института ВАСХНИЛ.
Жил с семьёй в Доме специалистов в Ленинграде.
Коллекция Чудновского, которую он начал собирать в 1950-е годы, включала ряд работ видных русских художников-авангардистов, в том числе Роберта Фалька. По мнению Валерия Дудакова, он был одним из самых лучших коллекционеров; в интервью журналу «Третьяковская галерея» он говорит: «думаю, его коллекция после Костаки была второй по значению в России», также он называл Чудновского «монстром» собирательства, «Абрам Филиппович <…> обладал непреклонной волей, страстностью собирателя и преследователя. В этой коллекции не было слабых вещей». По словам Е. И. Водоноса: «Собрание А. Ф. Чудновского называли третьим в городе после Эрмитажа и Русского музея. Если это и преувеличение, то не столь уж большое. Оно привлекало не столько размахом, как отобранностью работ». Братья Носкины говорят, что Костаки называл Чудновского «Коллекционером номер два» (после себя). Ирина Саверкина в учебном пособии «История частного коллекционирования в России» (2004) пишет, что эту коллекцию можно считать «одной из лучших коллекций искусства первой трети XX века».
Исследование Чудновского «Учёные-коллекционеры произведений изобразительного искусства» (1960-е гг.) хранится в РГАЛИ в фонде Фалька (Ф.3018. Оп.1. Ед.хр. 223).
Коллекцию унаследовал сын Феликс и продал её.
Похоронен на Репинском кладбище.

## Семья
Сын — Феликс Абрамович Чудновский (1938—2021), специалист в области физики твёрдого тела, доктор физико-математических наук (1978), заведующий лабораторией физики фазовых переходов ФТИ имени А. Ф. Иоффе; коллекционер живописи.

## Список сочинений
- Физика теплообмена в почве. — Ленинград; Москва: Гостехиздат, 1948.
- Заморозки; Под ред. акад. А. Ф. Иоффе. — Ленинград: Гидрометеоиздат, 1949. — 124 с.
- Физика приземного слоя атмосферы / Д. Л. Лайхтман, А. Ф. Чудновский. — Ленинград; Москва: Государственное издательство техническо-теоретической литературы, 1949. — 254 с.
- Теплообмен в дисперсных средах. — М: Гостехиздат, 1954. — 444 с. В выходных данных Абрам Фишелевич Чудновский.
- Полупроводниковые приборы в сельском хозяйстве / А. Ф. Чудновский, Б. М. Шлимович. — Ленинград; Москва: Сельхозиздат, 1961. — 198 с.
- Теплофизические характеристики дисперсных материалов. — М: Физматгиз, 1962. — 456 с
- Что такое агрофизика. — М-Л.: Физматгиз, 1963. — 86 с.
- Применение полупроводников в сельском хозяйстве. — Ленинград, 1963. — 48 с. — (Полупроводники, 3-е издание/ Ленингр. отд-ние О-ва по распространению полит. и науч. знаний РСФСР. Ленингр. дом науч.-техн. пропаганды; Вып. 14).
- Полупроводники, радиоэлектроника и кибернетика в агрометеорологии / А. Ф. Чудновский, Б. М. Шлимович. — Ленинград: Гидрометеоиздат, 1966. — 462 с.
- Расчёт и регулирование теплового режима в открытом и защищенном грунте / Д. А. Куртенер, А. Ф. Чудновский. — Ленинград: Гидрометеоиздат, 1969. — 299 с.
- Теплопроводность полупроводников / Б. М. Могилевский, А. Ф. Чудновский. — Москва: Наука, 1972. — 536 с.
- Энерго- и массообмен в системе растение — почва — воздух / С. В. Нерпин, А. Ф. Чудновский. — Ленинград: Гидрометеоиздат, 1975. — 358 с.
- Теплофизика почв. — М: Наука, 1976. — 352 с.
- Агрофизические, агрометеорологические и агротехнические основы программирования урожая: Принципы АСУ ТП в земледелии / И. С. Шатилов, А. Ф. Чудновский. — Ленинград: Гидрометеоиздат, 1980. — 320 с.
- Моделирование агрометеорологических условий и оптимизация агротехники: АСУ ТП в земледелии / В. А. Платонов, А. Ф. Чудновский. — Ленинград: Гидрометеоиздат, 1984. — 280 с.
- Аэродистанционно-приземное зондирование сельскохозяйственных полей / А. Ф. Чудновский, Ю. В. Тимофеев, Б. Л. Шиндеров. — Ленинград: Гидрометеоиздат, 1985. — 271 с.